# Sébastien Grax
Sébastien Grax, né le 23 juin 1984 au Creusot, est un footballeur français évoluant au poste d'attaquant devenu joueur professionnel de poker.

## Biographie

### En club
Jeune joueur du centre de formation de l'AS Monaco, Sébastien Grax devient professionnel en 2001, mais il passe la plupart de son temps en CFA, et ne dispute que 4 matches en trois saisons. Il est ensuite prêté à l'ES Troyes AC, alors en Ligue 2, où il devient titulaire. Promu en L1 avec Troyes, Grax est prêté une seconde saison. Souvent blessé, il joue beaucoup moins, mais parvient tout de même à montrer un bon niveau d'attaquant de L1. Grand espoir du football français, Grax retourne à l'AS Monaco en 2006 où il joue 4 matchs en 6 mois. Le 31 janvier 2007, il est prêté au FC Sochaux jusqu'à la fin de la saison. Le club fait jouer son option d'achat et le recrute.
Le 12 avril 2008, il rentre en cours de jeu face à Saint-Etienne où il inscrit son premier but de la saison et le 2 000e but du FC Sochaux. C'est aussi l'unique but de la saison qu'il marque contre son futur club puisque le 1er juillet 2008, il signe pour 3 ans chez les verts pour évoluer au côté de Bafétimbi Gomis.
Le mardi 21 juillet 2009, l'AS Saint-Étienne le prête pour 1 saison avec une option d'achat à l'EA Guingamp. Lors de la 1re journée du championnat, il inscrit le seul but de la rencontre contre Ajaccio (0-1).
En juin 2010, il est de retour de prêt et revient à Saint-Étienne.
En juillet  2010, il est poussé vers la sortie par son club, sans parvenir à trouver un nouveau club.
En novembre 2010, les deux parties finissent par trouver un accord pour résilier son contrat en cours de saison. À la fin de l'année 2010, il s'engage avec l'ES Troyes AC pour 6 mois + une année supplémentaire en cas de maintien en Ligue 2.
L'ES Troyes AC s'étant maintenue en Ligue 2 en mai 2011, Grax poursuit l'aventure troyenne qui s'écrit maintenant en Ligue 1 depuis la montée acquise le 11 mai 2012 sur la pelouse du Stade Louis II de Monaco. En fin de contrat en juin 2014, il se retrouve sans club puis met un terme à sa carrière.
Il est désormais joueur de poker professionnel.

### En sélection
Grax participe au Championnat d'Europe des moins de 19 ans 2003 et inscrit deux buts lors du premiers matchs contre les Tchèques (3-3) avant de voir l'équipe de France être éliminée au premier tour.
Il faisait partie des joueurs présélectionnés pour jouer avec l'équipe de France espoir, en vue de jouer l'Euro 2007 et les JO 2008.

## Statistiques
| Saison              | Club             | Pays    | Championnat         | Coupes nationales | Coupes d’Europe  | Sélection France |
| ------------------- | ---------------- | ------- | ------------------- | ----------------- | ---------------- | ---------------- |
| 2012 - 2013         | ES Troyes AC     | Ligue 1 | 6 matchs / 1 but    | 1 match           | -                | -                |
| 2011 - 2012         | ES Troyes AC     | Ligue 2 | 24 matchs / 4 buts  | 4 matchs / 2 buts | -                | -                |
| 2010 - 2011         | ES Troyes AC     | Ligue 2 | 12 matchs / 3 buts  | 1 match           | -                | -                |
| 2010 - 2011         | AS Saint-Étienne | Ligue 1 | 0 match / 0 but     | 0 match           | -                | -                |
| 2009 - 2010         | EA Guingamp      | Ligue 2 | 24 matchs / 3 buts  | 4 matchs          | 1 match          | -                |
| 2008 - 2009         | AS Saint-Étienne | Ligue 1 | 8 matchs            | 3 matchs          | 2 matchs / 1 but | -                |
| 2007 - 2008         | FC Sochaux       | Ligue 1 | 12 matchs / 1 but   | 4 match           | -                | -                |
| janvier 2007 - 2007 | FC Sochaux       | Ligue 1 | 13 matchs / 5 buts  | 2 matchs / 1 but  | -                | -                |
| 2006 - janvier 2007 | AS Monaco        | Ligue 1 | 4 matchs            | 1 match           | -                | -                |
| 2005 - 2006         | ES Troyes AC     | Ligue 1 | 29 matchs / 9 buts  |                   | -                | -                |
| 2004 - 2005         | ES Troyes AC     | Ligue 2 | 35 matchs / 16 buts | 1 match / 1 but   | -                | -                |
| 2003 - 2004         | AS Monaco        | Ligue 1 | 1 match             | 1 match           | -                | -                |
| 2002 - 2003         | AS Monaco        | Ligue 1 | 2 matchs            | 1 match           | -                | -                |
| 2001 - 2002         | AS Monaco        | Ligue 1 | 1 match             | -                 | -                | -                |

## Palmarès

### En club
- Vainqueur de la Coupe de la Ligue : 2003 (AS Monaco)
- Vainqueur de la Coupe de France : 2007 (FC Sochaux).

### En sélection
- Finaliste de l'Euro des moins de 16 ans en 2001